# Torgil Thorén

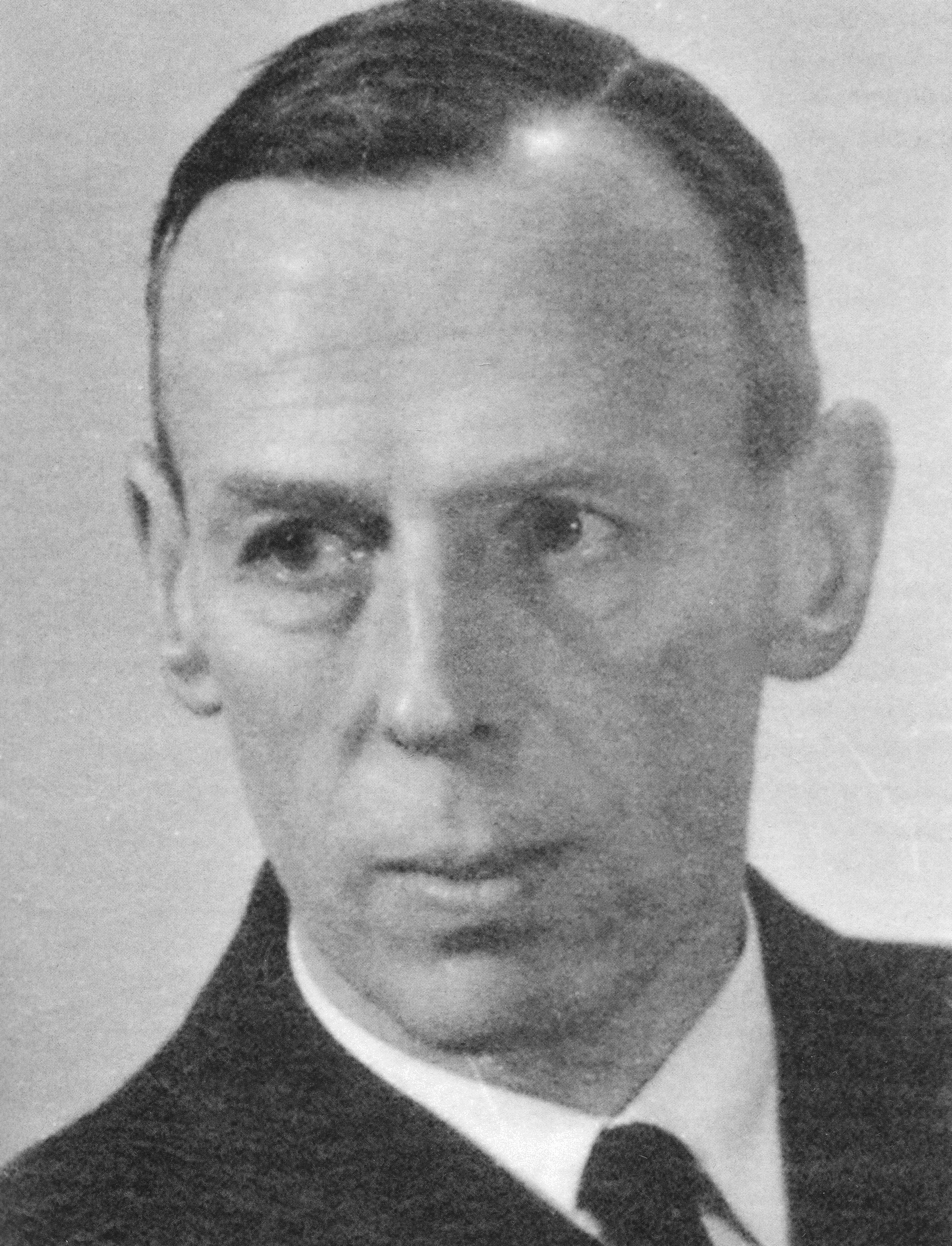
Torgil Thorén.

Torgil Vilhelm Hildebad Thorén, född 30 mars 1892 i Döderhult, död 11 mars 1982, var en svensk militär, samt FRA:s förste chef

## Biografi
Thorén började sin militära karriär i Flottan, där han blev underlöjtnant 1912, löjtnant 1916, kapten 1922, kommendörkapten av 2:a graden 1937, och av första graden 1939. 1939 utnämndes han till kommendör.
Han studerade vid Kungliga Sjökrigshögskolan 1919-1920, och gick sedan torpedkursen där. 1922-1935 var Thorén torpedbåts- och jagarchef. Därpå fick han tjänst som divisionschef vid jagardivisionen, men blev före andra världskrigets utbrott avdelningschef vid Marinstaben och, därefter, vid Försvarsstaben (1938-1942). 1942 hamnade han på Försvarets radioanstalt (FRA) som chef, han blev 1952 överdirektör och chef där, vilket han var till 1957.
Torgil Thorén var son till lasarettsläkaren Adolf Thorén och Anna, född Björck. Hans bror Ragnar Thorén var kommendörkapten.